# 桃井義助
桃井 義助（もものい よしすけ）は、平安時代末期から鎌倉時代前期にかけての武将。通称を足利次郎といい、足利義助とも表記する。官位は左兵衛尉、兵部少輔。桃井氏の祖。

## 略歴
足利義兼の次男として誕生。畠山義純の異母弟で義氏の庶兄。
父同様に鎌倉幕府に仕える。承久3年（1221年）に勃発した承久の乱において幕府方の将として出陣し、宇治川における幕府軍と朝廷軍の会戦の際、6月12日に戦死を遂げた。または6月15日とも伝わる。
上野国群馬郡桃井郷（群馬県榛東村大字山子田字御堀）に桃井城を築き、桃井を名乗ったとされる。義助の死後、その遺児である義胤は正式に桃井郷の地頭となり、桃井を苗字とした。子孫は桃井氏として存続し、足利一門の一家として室町幕府の草創に参加した。

## 系譜
- 父：足利義兼
- 母：不詳
- 妻：不詳
- 生母不明の子女
  - 男子：足利義胤 - 義兼の養子